# 洗浄

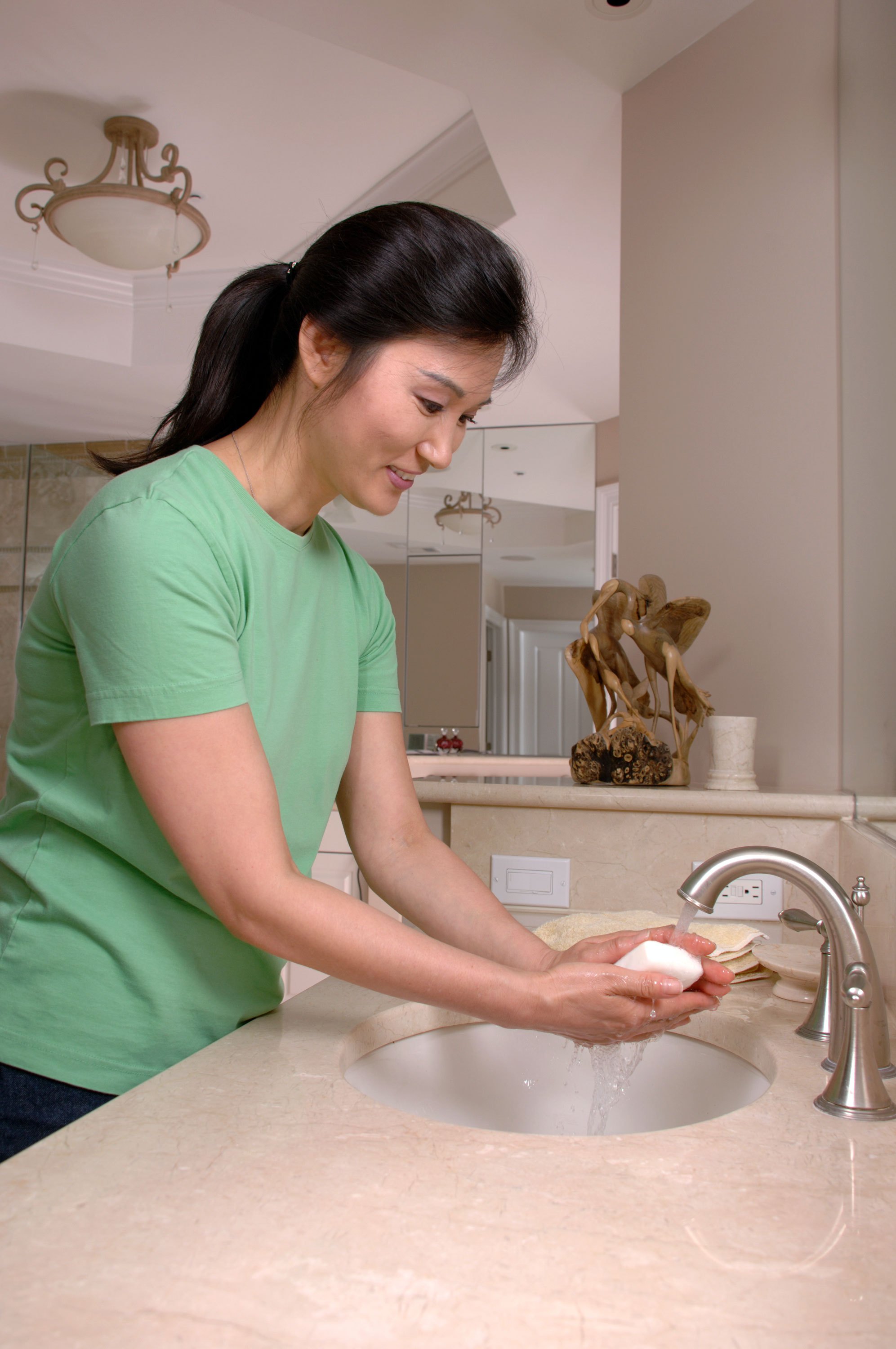
水と石鹸で手を洗う女性

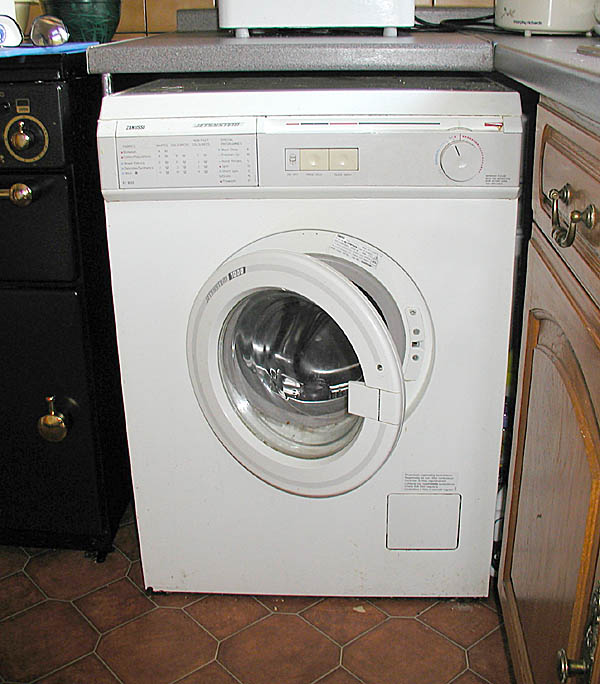
一般家庭にある衣類を洗うための洗濯機

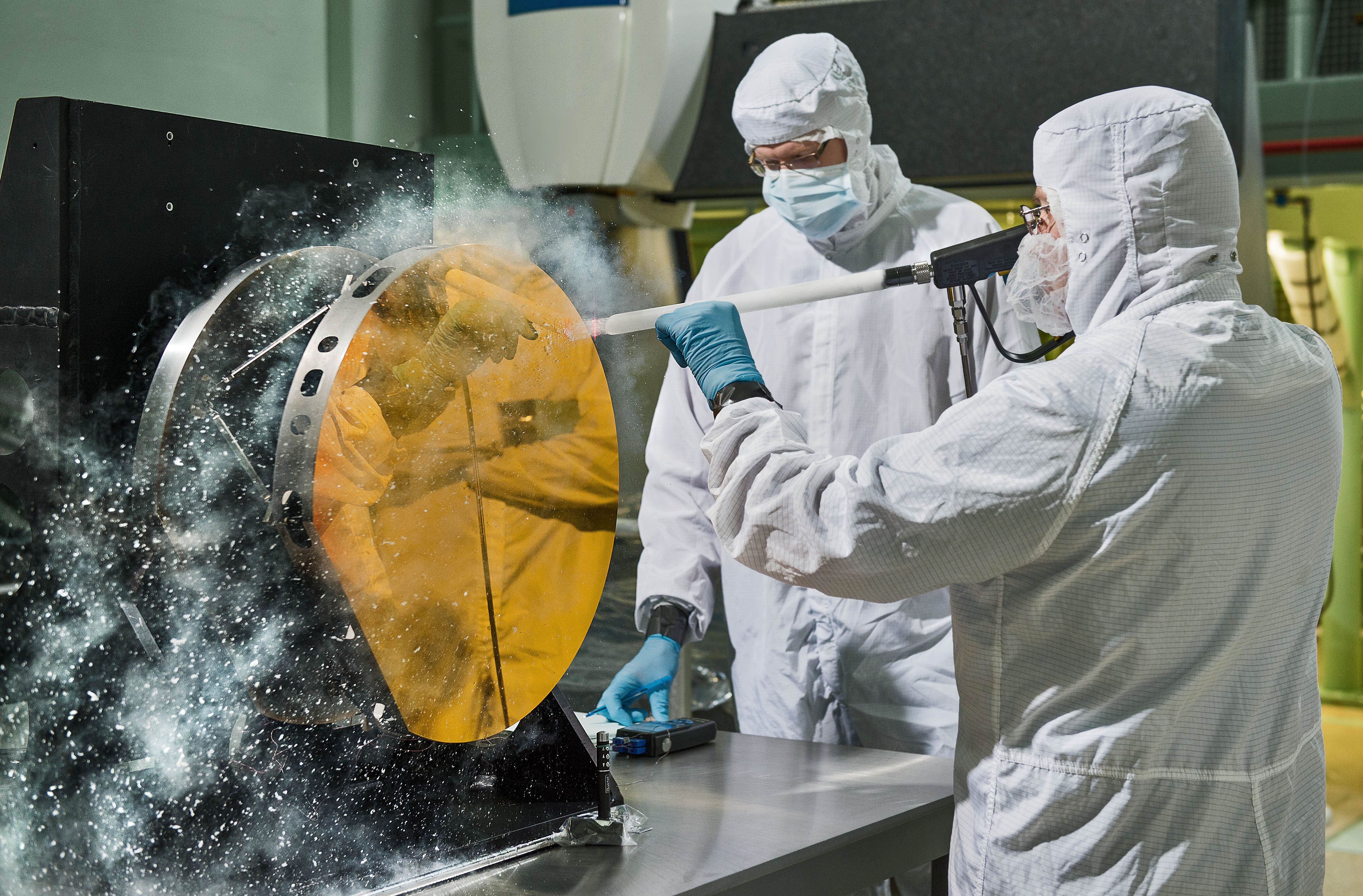
クリーンルームの技術者たちが二酸化炭素（ドライアイスパウダー）を使ってジェームズ・ウェッブ宇宙望遠鏡の金でコーティングされた鏡を洗浄している

洗浄（せんじょう）とは、水や洗剤などの洗浄液を用いて汚れを取り除く行為。

## 概要
化学実験に用いるガラス器具は、普通クレンザーを付けてブラシでこすり洗浄する。汚れがひどい場合には、ドライアイス洗浄機や、超音波洗浄機、水酸化ナトリウムか水酸化カリウムをイソプロピルアルコールに溶かしたアルカリバスを用いる。
昔はクロム酸混液を使うこともあったが、使用する二クロム酸カリウムや二クロム酸ナトリウムが六価クロムであり、環境への負荷が高いため廃液処理などの問題から現在ではほとんど用いられない。汚れが完全に落ちた事は、ガラス表面が水をはじかなくなる事で確認できる。
半導体部品を生産する上でシリコンウェハーの表面を洗浄する際に以前はフロンが洗浄液として使用されていたが、フロンはオゾン層を破壊する原因とされたため以来純水が使用されるようになった。
工業界の洗浄においては、ドライアイスペレットを使用したドライアイス洗浄が廃液を出さない洗浄方法として、環境的にも注目されてきている。特に自動車産業を中心とした油の洗浄や、塗料の洗浄、プラスチック成型金型・ゴム成型金型などの洗浄にも多く使用されている。

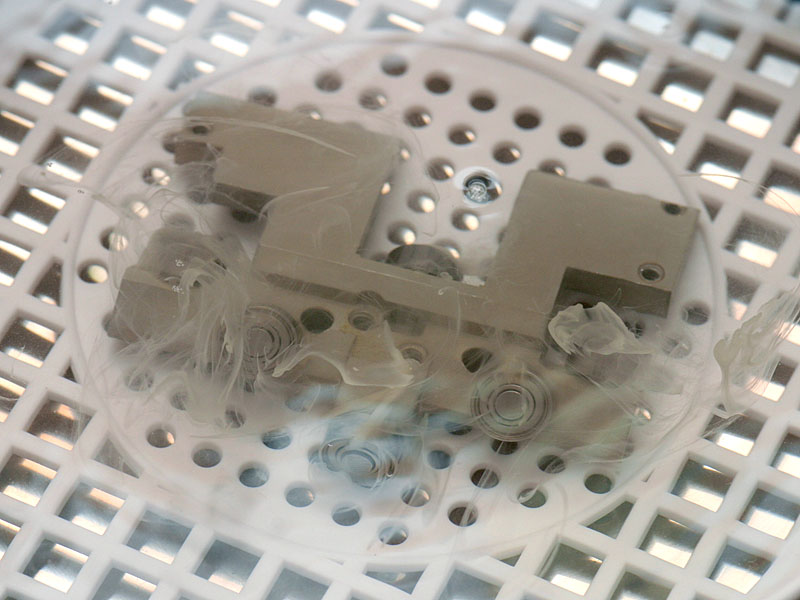
超音波洗浄機によって汚れが分離している様子

食器や日用品の洗浄にはスポンジやブラシ、たわしが便利である。

## 洗滌
洗滌は、古くは「せんてき」あるいは「せんでき」と読まれていたが、旁の「條」（条）に引きずられて「せんじょう」と読まれることがあった。当用漢字に「滌」が入れられなかったことから、以後は同音同義の「洗浄（洗淨）」に統一された。

## 関連文献
- 『〈洗う〉文化史-「きれい」とは何か』国立歴史民俗博物館・花王株式会社編 吉川弘文館、2022年2月　ISBN　9784642084062